# ケンタッキー時間

東部時間
中部時間

ケンタッキー時間（ケンタッキーじかん）ではケンタッキー州で使用されている時間帯について記す。ケンタッキー州では2つのタイムゾーンが使用されている。州の東側約60パーセントは東部時間に属し、残りの部分は中部時間に属している。境界となる郡は以下の通り。
| 中部時間の東端の郡 - ブレッキンリッジ郡 - グレイソン郡 - ハート郡 - グリーン郡 - アデア郡 - ラッセル郡 - クリントン郡 | 東部時間の西端の郡 - ミード郡 - ハーディン郡 - ラルー郡 - テイラー郡 - ケーシー郡 - プラスキ郡 - ウェイン郡 |

なお、州全域で夏時間を実施している。

## tz database
IANAのtz databaseには、ケンタッキー州の標準時は下記のように含まれている。
| 国名コード | 座標            | タイムゾーン                | コメント                                | 標準時 | 夏時間 | 備考 |
| ---------- | --------------- | --------------------------- | --------------------------------------- | ------ | ------ | ---- |
| US         | +404251−0740023 | America/New_York            | 東部時間（ほとんどの地域）              | −05:00 | −04:00 |      |
| US         | +415100−0873900 | America/Chicago             | 中部時間（ほとんどの地域）              | −06:00 | −05:00 |      |
| US         | +381515−0854534 | America/Kentucky/Louisville | 東部時間 - ケンタッキー（ルイビル地域） | −05:00 | −04:00 |      |
| US         | +364947−0845057 | America/Kentucky/Monticello | 東部時間 - ケンタッキー（ウェイン郡）   | −05:00 | −04:00 |      |